# Renfe série 333.0
Les 93 machines de la série 333.0 sont commandées par la Renfe en 1973 afin de remplacer les diesel-hydrauliques de la série 340 qui présentent de gros problèmes de fiabilité mais aussi pour pallier le manque de machines diesel de grande puissance sur le réseau, à une époque où la traction vapeur vit ses dernières heures.

## Conception
Une fois de plus, la Renfe s'est tourné vers les États-Unis pour la fourniture de ses machines. Hésitant entre ALCO et General Motors, c'est finalement ce dernier qui l'emporte eu égard aux bons résultats de la série 319 du même constructeur. Le type GM 26 T est retenu, mais dans son adaptation européenne réalisée par Nohab. Ce constructeur a en effet réalisé une série de locomotives pour les chemins de fer danois (DSB) où elle forme la série MZ 1400. Toute la série est fabriquée par MACOSA sous licence General Motors et Nohab, et les livraisons s'échelonnent jusqu'en 1976
- 333-001-6 à 333-032-1 : Macosa n° 459 à 490 de 1974
- 333-033-9 à 333-070-1 : Macosa n° 491 à 528 de 1975
- 333-071-9 à 333-093-3 : Macosa n° 529 à 551 de 1976

## Service

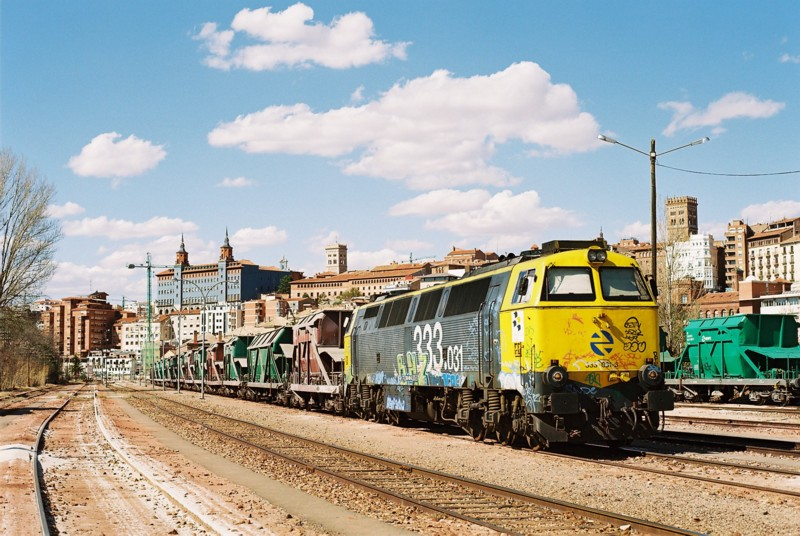
la 333-031-3 à Teruel le 22 avril 2005.

Dès leur livraison, ces machines sont affectées aux dépôts de Madrid Atocha (333-001 à 006, 010 à 021, et 090 à 093), Valence (333-007 à 009 et 022 à 042) et Salamanque (333-043 à 089). Elles sont engagées en tête des rapides tout comme des trains de marchandises lourds. Celes de Madrid et Salamanque remplacent les 340 sur les lignes de Madrid à Barcelone et à Burgos, et les 318 et 321 sur Medina del Campo-Orense-Fuentes de Oñoro. Les madrilènes vont jusqu'à Carthagène et Algesiras. Le dépôt de Valence-Fuente de San Luis les utilise sur les trains Alicante-Murcia, Valence-Saragosse, et Saragosse-Canfranc. Par la suite, certaines seront affectées aux dépôts de Granade, Séville, Ourense. A Granada, elles remplacent les 321 et 313  sur Almeria-Granade-Moreda et Linares-Baeza, et à partir de 1988, les 352 sur les Talgo Granada-Almeria-Moreda. Celles d'Ourense remorquent le Talgo pendular de Vigo. Si l'on excepte les 352 et 353, ce sont les seules diesel de la Renfe qui circuleront régulièrement au Portugal en tête du Sud-Express
Au début des années 1990, la 333-018 reçoit diverses améliorations : installation de l'air conditionné et de sièges ergonomiques, vitres latérales coulissantes, vitres frontales blindées, phares à double optiques de grande intensité, et nouvelle décoration grise et jaune. Devant les bons résultats obtenus, la Renfe décide de prolonger la vie utile de cette série d'au moins une décennie en effectuant une grande révision générale. Parmi les différentes modifications retenues, la plus notable est l'apparition d'un nouveau bogie mis au point par Alstom, doté d'une suspension primaire par ressorts hélicoïdaux et d'une suspension secondaire par amortisseurs. 26 machines, dont la totalité de celles appartenant à l'UN Grande Lineas, vont recevoir cette amélioration, mais sans modification du rapport d'engrenages, ce qui limite leur vitesse maximale à 146 km/h.
Fin mars 2001, la 333-081 est la première à recevoir la nouvelle livrée Grandes Lineas à base de bleu, de blanc et de gris.